# Anvil Beach
Anvil Beach är en strand i Australien. Den ligger i delstaten Western Australia, omkring 370 kilometer söder om delstatshuvudstaden Perth.
Runt Anvil Beach är det mycket glesbefolkat, med 3 invånare per kvadratkilometer. Genomsnittlig årsnederbörd är 1 249 millimeter. Den regnigaste månaden är juni, med i genomsnitt 198 mm nederbörd, och den torraste är februari, med 18 mm nederbörd.